# Szopotnica (Demir Hiszar)
Szopotnica (macedónul: Сопотница) település Észak-Macedóniában, a Pelagonijai körzet Demir Hiszar-i járásában.

## Népesség
| Lakosok száma | 985  | 1070 | 956  | 1219 | 1261 | 1145 | 989  | 929  | 715  |
|               | 1948 | 1953 | 1961 | 1971 | 1981 | 1991 | 1994 | 2002 | 2021 |

- 2002-ben 929 lakosa volt, akik közül 926 macedón és 3 szerb.